# Jean Lorrain

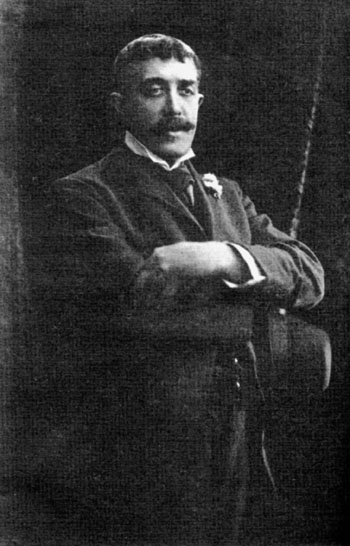
Jean Lorrain

Firma di Lorrain

Jean Lorrain, pseudonimo di Paul Alexandre Martin Duval (Fécamp, 9 agosto 1855 – Parigi, 30 giugno 1906), è stato un poeta e scrittore francese e uno dei più scandalosi personaggi della Belle Époque, al pari della sua amica Rachilde, Hugues Rebell o Fabrice Delphi.

## Biografia
Figlio di Amable Duval, armatore, e di sua moglie Pauline Mulat, Paul Duval studiò al Liceo del Principe Imperiale a Vanves (1864-1869) poi come interno presso i domenicani d'Arcueil al collegio Albert-le-Grand (1869). Fu in questo periodo che compose i suoi primi versi.
Nel 1873 incontra Judith Gautier durante le vacanze a Fécamp: costei s'interesserà poco a lui, ma lo influenzerà molto letterariamente.
Nel 1875 si arruola volontario nel 12° Ussari, a Saint-Germain-en-Laye e a Rocquencourt. Intraprende gli studi di diritto a Parigi nel 1876 ma li abbandona nel 1878 e inizia a frequentare le sale dei redattori, i caffè e la bohème che gravita attorno a Rodolphe Salis e al cabaret Chat noir, dove incontra gli Hydropathes e il Cercle des poètes Zutiques, Jean Moréas, Maurice Rollinat, Jean Richepin, Émile Goudeau, ecc. Nel 1880 ha le prime crisi di spasmofilia cardiaca e si trasferisce definitivamente a Parigi, alloggiando in appartamenti ammobiliati a Montmartre.
Nel 1882 pubblica a sue spese presso l'editore Lemerre la sua prima raccolta di poesie, Le Sang des dieux e collabora a delle riviste come Le Chat noir o Le Décadent. Nel 1883 pubblica una nuova raccolta di poesie, La Forêt bleue, e frequenta il salotto di Charles Buet, dove incontra Jules Barbey d'Aurevilly, Joris-Karl Huysmans, François Coppée, Léon Bloy, Laurent Tailhade.
Nel 1884 inizia la sua collaborazione con il Courrier français scrivendo una serie di ritratti fra cui quello di Rachilde che segna l'inizio dell'amicizia tra i due autori. L'anno seguente, pubblica una nuova raccolta di poesie, Modernités, e il suo primo romanzo, Les Lépillier, che scandalizza Fécamp, sua città natale. Incontra Edmond de Goncourt al quale rimarrà legato fino alla morte di quest'ultimo nel 1896.
Lorrain si crea un personaggio, con una evidente volontà di scandalizzare. Egli ostenta la sua omosessualità e la sua passione per i lottatori di fiera, non esitando a mostrarsi al ballo dei Qua'z-Arts in maglia rosa e pantaloni in pelle di pantera del suo amico, il lottatore Marseille. Egli si vede esteta e dandy e contemporaneamente chiassoso esploratore del vizio e della volgarità, curioso accostamento che cade spesso nel peggior cattivo gusto, e che gli vale l'altero disprezzo di Robert de Montesquiou, di cui Lorrain, da parte sua, fa volentieri il suo zimbello per la sua pretesa di eleganza e la sua castità. Scrive Léon Daudet nei suoi Souvenirs: «Lorrain aveva un viso paffuto e largo, i capelli divisi da una scriminatura profumata al patchouli, degli occhi sporgenti, stupiti e avidi, delle grosse labbra che sbavavano, spruzzavano e colavano durante i suoi discorsi. Il suo torso era convesso come la carena degli avvoltoi. Lui si nutriva avidamente di tutte le calunnie e immondizie».
Suo padre muore nel 1886. Egli incontra Sarah Bernhardt, per la quale scriverà senza successo alcune opere teatrali, e pubblica il suo secondo romanzo, Très Russe, che rischia di provocare un duello con Guy de Maupassant, suo compagno d'infanzia, detestato, che ha creduto di riconoscersi nel personaggio di Beaufrilan. Scrive degli articoli per La Vie moderne e inizia una collaborazione con  L'Evénement (1887) e L'Écho de Paris nel 1888.

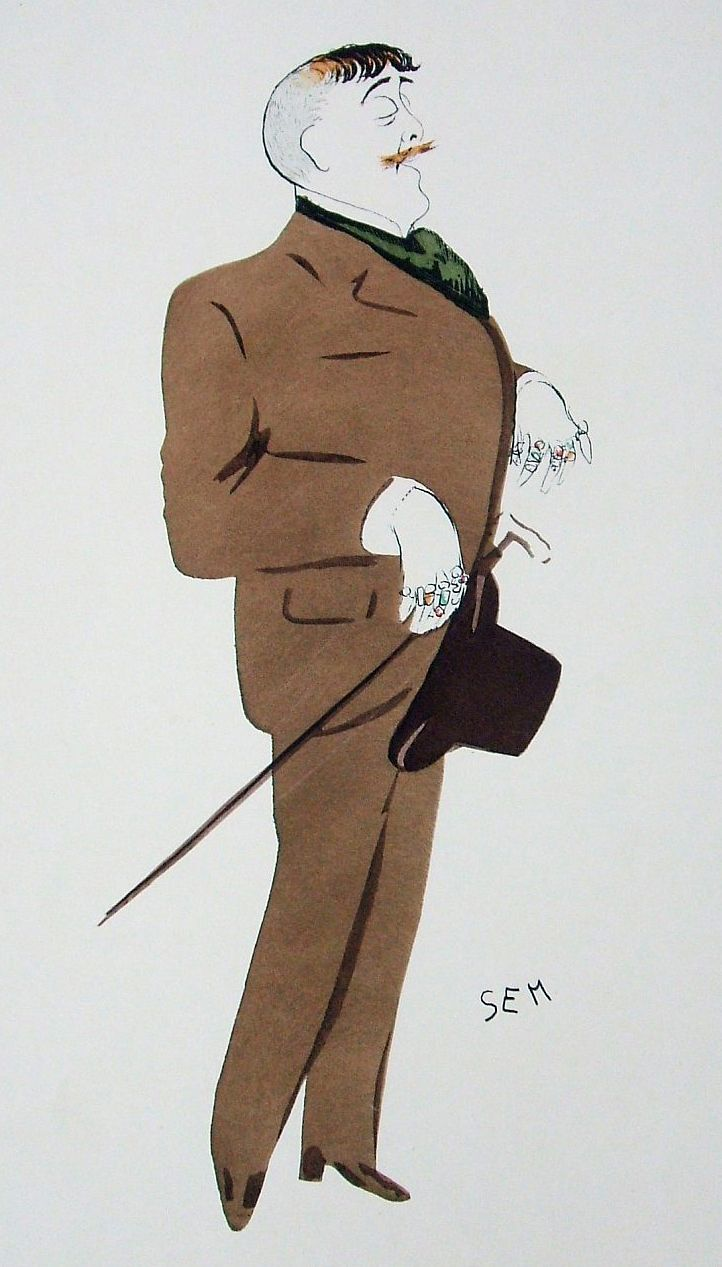
Jean Lorrain. Caricatura di Sem (Georges Goursat, 1863-1934)

Nel 1891 la sua raccolta di novelle Sonyeuse gli procura il suo primo successo librario. Nel 1892, intraprende un viaggio in Spagna e in Algeria. Sua madre lo raggiunge ad Auteuil e resterà con lui fino alla sua morte. L'anno seguente, egli incontrerà Yvette Guilbert, per la quale compone alcune canzoni ma che lo terrà a distanza.
Incontra nel 1894 Liane de Pougy, che lo aiuterà ad elevarsi al primo posto della galanteria. A partire dal 1895, collabora al Journal dove pubblica le sue «Pall-Mall Semaine», diventando uno dei cronisti meglio pagati di Parigi. Le sue cronache al vetriolo sono gustose ma anche temute. Nel 1896, figura nella lista dei membri della prima Académie Goncourt. Nello stesso anno viene sfidato a duello da Marcel Proust che, dopo la pubblicazione di Les plaisirs e les jours, era stato accusato da Lorrain di avere uno stile letterario pretenzioso e di intrattenere una relazione omosessuale con Lucien Daudet. Per fortuna nello scontro nessuno dei due rimarrà ferito. 
Nel 1897 la critica saluta il suo romanzo Monsieur de Bougrelon come un capolavoro. Effettua nel 1898 il suo primo viaggio a Venezia dove ritornerà nel 1901 e 1904. Nel 1900, Jean Lorrain si trasferisce sulla côte d'Azur e, nel 1901, pubblica la sua opera migliore, Monsieur de Phocas. Nel 1904, per pagare una pesante multa alla quale è stato condannato in seguito ad un processo perso contro Jeanne Jacquemin, pubblica La Maison Philibert.
La sua salute peggiora sotto l'effetto dell'abuso di droghe (in particolare l'etere) e della sifilide. Viaggia e si sottopone a diversi cicli di cura a Peira-Cava, Le Boréon e Châtel-Guyon. Muore il 30 giugno 1906 all'età di cinquanta anni, a causa di una peritonite provocata da un maldestro tentativo di introduzione di liquido nel retto. È sepolto a Fécamp.

## Abitazioni
- 1880-1885: Montmartre (diverse pensioni)
- 1885-1887: 20 boulevard de Clichy (XVIIIe arrondissement)
- 1887: 8 rue de Courty (VIIe arrondissement) (appartamento descritto nei Contes d'un buveur d'éther)
- 1900-1906: Nizza, villa Bounin
- 1906: Nizza, piazza Cassini

## Opere

### Poesie
- Le sang des dieux (1882)
- La forêt bleue (1883)
- Modernités (1885)
- Les griseries (1887)
- L'ombre ardente (1897)

### Romanzi
- Les Lépillier (1885 et 1908)
- Très russe (1886)
- Un démoniaque (1895)
- Monsieur de Bougrelon (1897) (Monsieur de Bougrelon, a cura di Massimo Romano, Pordenone, Studio Tesi, 1987)
- La dame turque (1898)
- Monsieur de Phocas (1901) (Monsieur de Phocas, prefazione di Alberto Castoldi, Bergamo, P. Lubrina, 1989)
- Le vice errant (1901)
- La maison Philibert (1904)
- Monsieur Monpalou (1906)
- Ellen (1906)
- Le tétreau (1906)
- L'Aryenne (1907), (L'ariana,  traduzione di Virgilio Bondois, Milano, Facchi, 1919; Milano, Sonzogno/Matarelli, 1926)
- Maison pour dames (1908)

### Novelle e racconti
- Sonyeuse (1891)
- Buveurs d'âmes (1893)
- La princesse sous verre (1896)
- Âmes d'automne (1897), (Anime d'autunno,  traduzione di T. S. Catalano, Milano, Facchi, 1920)
- Lorelei (1897)
- Contes pour lire à la chandelle (1897) (... da leggere a lume di candela, traduzione di Silvio Catalano, Milano, Modernissima, 1923)
- Ma petite ville (1898)
- Princesses d'Italie (1898)
- Histoires de masques (1900)
- Princesses d'ivoire et d'ivresse (1902)
- Vingt femmes (1903)
- Quelques hommes (1903)
- La Mandragore (1903)
- Fards et poisons (1904)
- Propos d'âmes simples (1904)
- L'école des vieilles femmes (1905)
- Le crime des riches (1906)
- Narkiss (1909)
- Les Pelléastres (1910)
- Maschere e fantasmi, traduzione di Barbara Lorenzini, introduzione di Massimo Romano, Catanzaro, Abramo, 1993 (antologia di racconti)
- Un crimine ignoto e altri racconti, traduzione e prefazione di Anna Cascone, Roma, Nero Press edizioni, 2015 (antologia di racconti)

### Teatro
- Viviane, théâtre (1885)
- Très russe, pièce en 3 actes, avec Oscar Méténier, Paris, Théâtre-d'application (La Bodinière), 3 mai 1893
- Yanthis (1894)
- Prométhée, avec André-Ferdinand Hérold (1900)
- Neigilde (1902)
- Clair de lune, drame en un acte et deux tableaux, avec Fabrice Delphi, Paris, Concert de l'Époque, 17 décembre 1903
- Deux heures du matin, quartier Marbeuf, avec Gustave Coquiot (1904)
- Hôtel de l'Ouest, chambre 22, avec Gustave Coquiot (1905)
- Théâtre: Brocéliandre, Yanthis, La Mandragore, Ennoïa (1906)

### Cronache e racconti di viaggio
- Dans l'oratoire (1888)
- La petite classe (1895)
- Sensations et souvenirs (1895)
- Une femme par jour (1896)
- Poussières de Paris (1896-1902)
- Madame Baringhel (1899)
- Heures d'Afrique (1899)
- Heures de Corse (1905)
- La ville empoisonnée (1930)
- Femmes de 1900 (1932)